# Distretto di Narang wa Badil
Il distretto di Narang wa Badil è un distretto dell'Afghanistan appartenente alla provincia del Konar. Conta una popolazione di 27.937 abitanti (dato 2003).